# Calotes mystaceus
El Calotes mystaceus, o lagarto azul crestado de Indo-China, es un lagarto de la familia Agamidae natural del sudeste de Asia.
Machos y hembras tienen la cabeza azul, pero en el caso de las hembras su coloración no tan brillante como en los machos tendiendo al color acero grisáceo.
Desde la parte superior de la cabeza a la mitad de la espalda cuentan con púas gruesas y largas. Alcanza como máximo los 40 cm de largo siendo la cola 1,5 veces más larga que el cuerpo.
Su alimento consiste de artrópodos como insectos, pero si tiene la oportunidad, comen lagartos y pequeños mamíferos.
Es un animal tímido que escapa de los humanos subiéndose a los árboles. En varias zonas se lo considera un manjar y son cazados con hondas por los lugareños.